# Oratorio del Rosario de Santa Cita

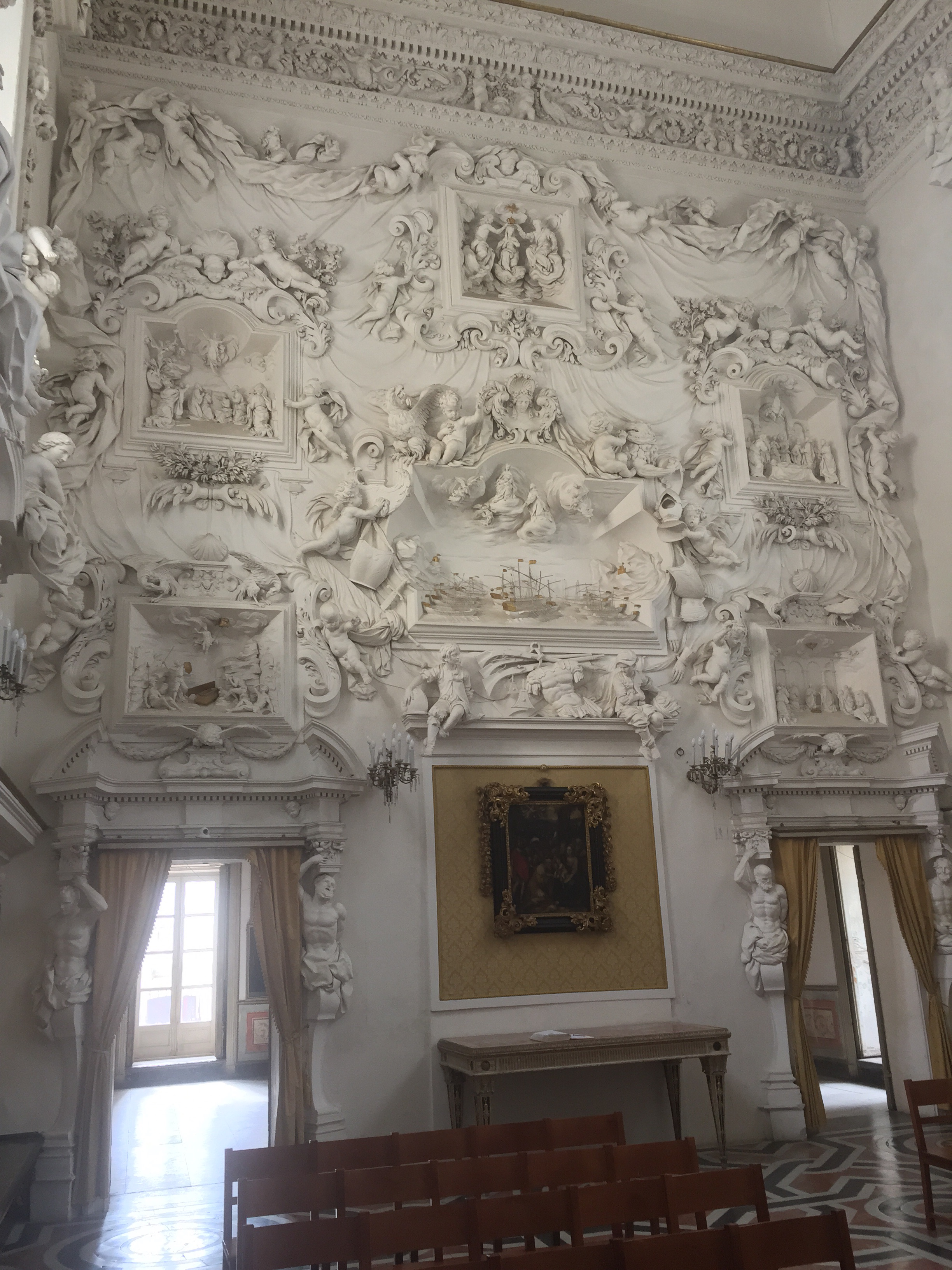
Oratorio del Rosario de Santa Cita

El Oratorio del Rosario de Santa Cita es un oratorio de la ciudad de Palermo.
Fundado por la Compañía del Rosario de Santa Cita en el siglo XVII destaca por su rica decoración en estuco debida a Giacomo Serpotta. Multitud de figuras cubren sus paredes destacando los putti en actitudes juguetonas y traviesas. El motivo principal representa la Batalla de Lepanto. A sus pies, dos muchachos harapientos son muestra de la pobreza que provoca la guerra.
El altar mayor está presidido por el cuadro de la Virgen del Rosario de Carlo Maratta.